# MPEG-4 Part 14
MPEG-4 Part 14 (formalmente ISO/IEC 14496-14:2003), o MP4, è un formato contenitore multimediale usato tipicamente per contenere video e audio digitali, ma anche dati come sottotitoli o immagini statiche. Come la maggior parte dei formati contenitori, può essere usato per trasmettere materiale multimediale in streaming su Internet. L'estensione ufficiale dei file memorizzati in questo formato è .mp4, ma esistono altre, fra le più comuni .m4a e .m4p. L'audio viene solitamente codificato tramite il codec lossy AAC; in alternativa può essere usato il codec lossless Apple Lossless Encoder.

## Storia
MPEG-4 Part 14 è un'istanza dello standard più generico ISO/IEC 14496-12:2004 (MPEG-4 Part 12: ISO base media file format), la quale è basata direttamente sul formato QTFF Dunque è essenzialmente identico al formato QuickTime, ma specifica formalmente il supporto per Initial Object Descriptors (IOD) e altre caratteristiche MPEG.

## Estensione M4A
L'estensione m4a è nata dall'esigenza di identificare in base all'estensione il contenuto dei file audio MPEG-4. Generalmente è utilizzata per i file contenenti solo audio.
Dato che l'unica estensione ufficiale per i file 'MPEG-4 Part 14' è .mp4 e poiché è un formato contenitore, può contenere varie tracce audio, video e anche sottotitoli, rendendo così impossibile, basandosi solo sull'estensione del file, determinare il tipo di dati in esso contenuto. Alcuni gestori di file come Esplora risorse di Windows, riconoscono il tipo di dati e le applicazioni ad esso associate in base alla sua estensione; quindi la presenza di una sola estensione (.mp4) è stata fonte di confusione tra gli utenti e i software di riproduzione multimediale. Per rimediare al problema, Apple ha iniziato ad utilizzare e divulgare l'estensione file m4a per i file in formato audio AAC e ALAC, in modo da differenziare, in base all'estensione del file, il tipo di dati in esso contenuto.

### Proprietà
I file m4a compressi con il formato AAC, rispetto all'analogo formato MP3 e a parità di fattore di compressione, consentono una qualità di ascolto migliore.